# Мисливці за ІДІЛ
«Мисливці за ІДІЛ» — підрозділ спецназу сирійської армії, сформований у 2017 році під час громадянської війни в Сирії.

## Історія
«Мисливці за ІДІЛ» були створені на початку 2017 року після розгрому сил сирійського режиму в битві за Пальміру в грудні 2016 року. Бійці угруповання інтегровані в 5-й армійський корпус, формування, сформоване в листопаді 2016 року за підтримки Росії, повністю складається з добровольців.
Метою Росії у формуванні мисливців за ІДІЛ є створення сил, які можуть служити противагою Ірану в Сирії, оскільки їхні цілі в регіоні відрізняються від цілей Москви. Навчання мисливців за ІДІЛ контролюється росіянами, зокрема приватною військовою компанією, а їхню зброю та обладнання також постачає Росія.

## Персонал
Чисельність групи, мабуть, кілька десятків чоловік; деякі з його бійців на пропагандистських відео здаються особливо старими.

## Сфери діяльності
На початку 2017 року мисливці за ІДІЛ діяли в районі Пальміри, де відповідали за охорону військового аеропорту, а також газових і нафтових родовищ.
У лютому 2018 року мисливці за ІДІЛ брали участь у битві за Хашам біля Дейр-ез-Зора проти Сирійських демократичних сил . Під час цього бою вони зазнали бомбардувань США, в результаті чого загинуло двадцять їхніх людей. Після цього інциденту група виступила із заявою про втрати, які вони зазнали під час боїв.